# 7.5厘米IG 37步兵炮
7.5厘米IG 37步兵炮（德語：7.5 cm Infanteriegeschütz 37）是一門在二戰中的德國步兵炮。這門炮的原型是7.5厘米PaK 37。這款火炮以原本為IG 42設計的3.7厘米Pak 36反坦克炮 （和幾乎一模一樣的3.7厘米PaK 158(r)）的炮架和炮管為藍本，於1944末開始生產。反坦克時它使用有500克裝藥的成型裝藥炮彈，可以395米/秒的初速發射並穿透85毫米的裝甲。最初的84門炮於1944年6月運抵前線，直到戰爭結束時有1304門火炮服役中。
克虜伯原本為這門火炮設計了新的炮架來替換舊的，但是在設計的過程中新的炮架被取消了。這款火炮有兩個獨特要素：第一是它有個大型四室炮口制退器，第二是不常見於克虜伯設計中的垂直楔式炮閂。炮閂以半自動的形式運作，在發射一枚炮彈之後，炮閂會打開並將彈殼拋出以利於快速裝填下一發炮彈。而當下一發炮彈裝填好之後，炮閂就會自動閉鎖並進入待發狀態。

## 註記
1. 1 2 3  Chamberlain, Peter. . Gander, Terry. New York: Arco. 1975: 25  [2019-12-08]. ISBN 0668038195. OCLC 2067391. （原始内容存档于2019-10-18）.
2. ↑  . www.quarryhs.co.uk.   [2017-10-02]. （原始内容存档于2017-10-11）.
3. 1 2  Hogg, Ian.  2002. London: Greenhill, Books. 2002: 23. ISBN 185367480X. OCLC 50056418.

## 來源
- http://www.lexikon-der-wehrmacht.de/Waffen/Infanteriegeschutze.htm（页面存档备份，存于） (in German)
- Engelmann, Joachim and Scheibert, Horst. Deutsche Artillerie 1934-1945: Eine Dokumentation in Text, Skizzen und Bildern: Ausrüstung, Gliederung, Ausbildung, Führung, Einsatz. Limburg/Lahn, Germany: C. A. Starke, 1974
- Gander, Terry and Chamberlain, Peter. Weapons of the Third Reich: An Encyclopedic Survey of All Small Arms, Artillery and Special Weapons of the German Land Forces 1939-1945. New York: Doubleday, 1979 ISBN 0-385-15090-3
- Hogg, Ian V. German Artillery of World War Two. 2nd corrected edition. Mechanicsville, PA: Stackpole Books, 1997 ISBN 1-85367-480-X